# Las Vegas Metropolitan Police Department
Las Vegas Metropolitan Police Department (LVMPD, česky Metropolitní policejní oddělení Las Vegas) je společná policejní složka města Las Vegas a okresu Clark County. Vznikla v roce 1973 sloučením lasvegaské policie a úřadu okresního šerifa.

## Vybavení

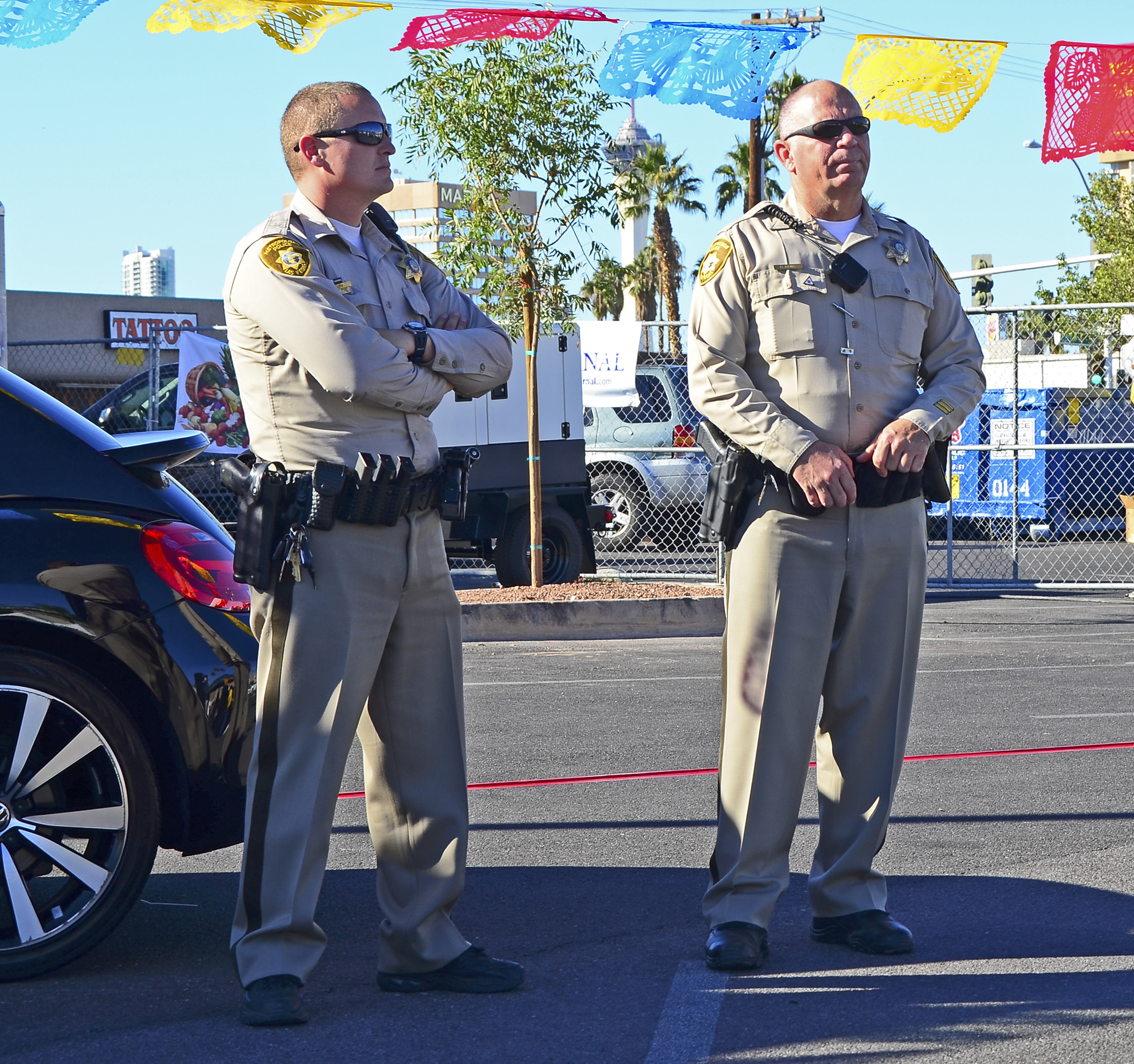
Policisté v typických uniformách

### Uniformy
Policisté nosí uniformu šedé barvy, kde je ovšem bunda barvy hnědé, opatřená odznakem tvaru sedmicípé hvězdy. Uniforma je opatřena ramenní nášivkou se znakem útvaru.

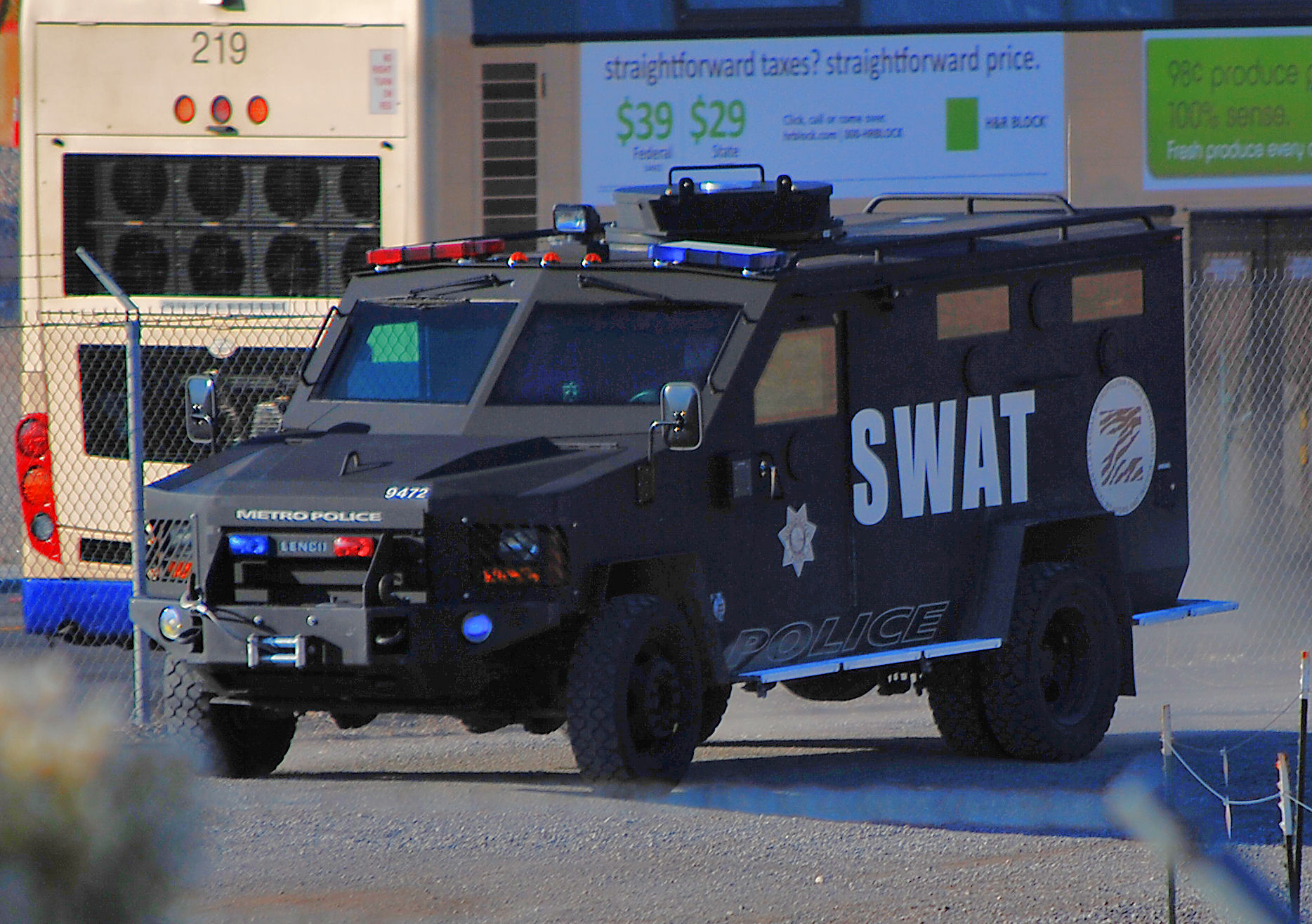
Lenco Bearcat G3 používaný jednotkou SWAT

### Vozový park
Jednotka disponuje těmito vozidly:
- automobily Ford
- automobily Chevrolet
- automobily Lenco BearCat G3 (používané jednotkou SWAT)

Automobily jsou v bílo-černém barevném vzoru, opatřené nápisem "police" a znakem jednotky. Ve vozovém parku se nacházejí také terénní automobily.
- motocykly značky Harley-Davidson
- vrtulníky značky Bell

### Výzbroj
Výzbroj tvoří pistole značky Glock a brokovnice značky Remington.

## Galerie

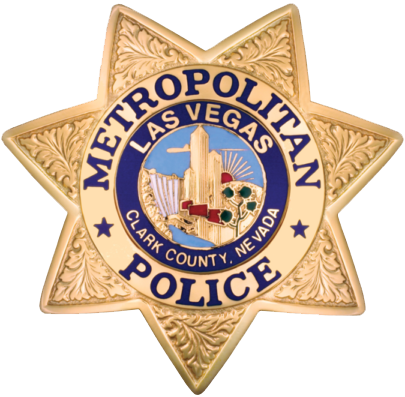
Typický odznak policie
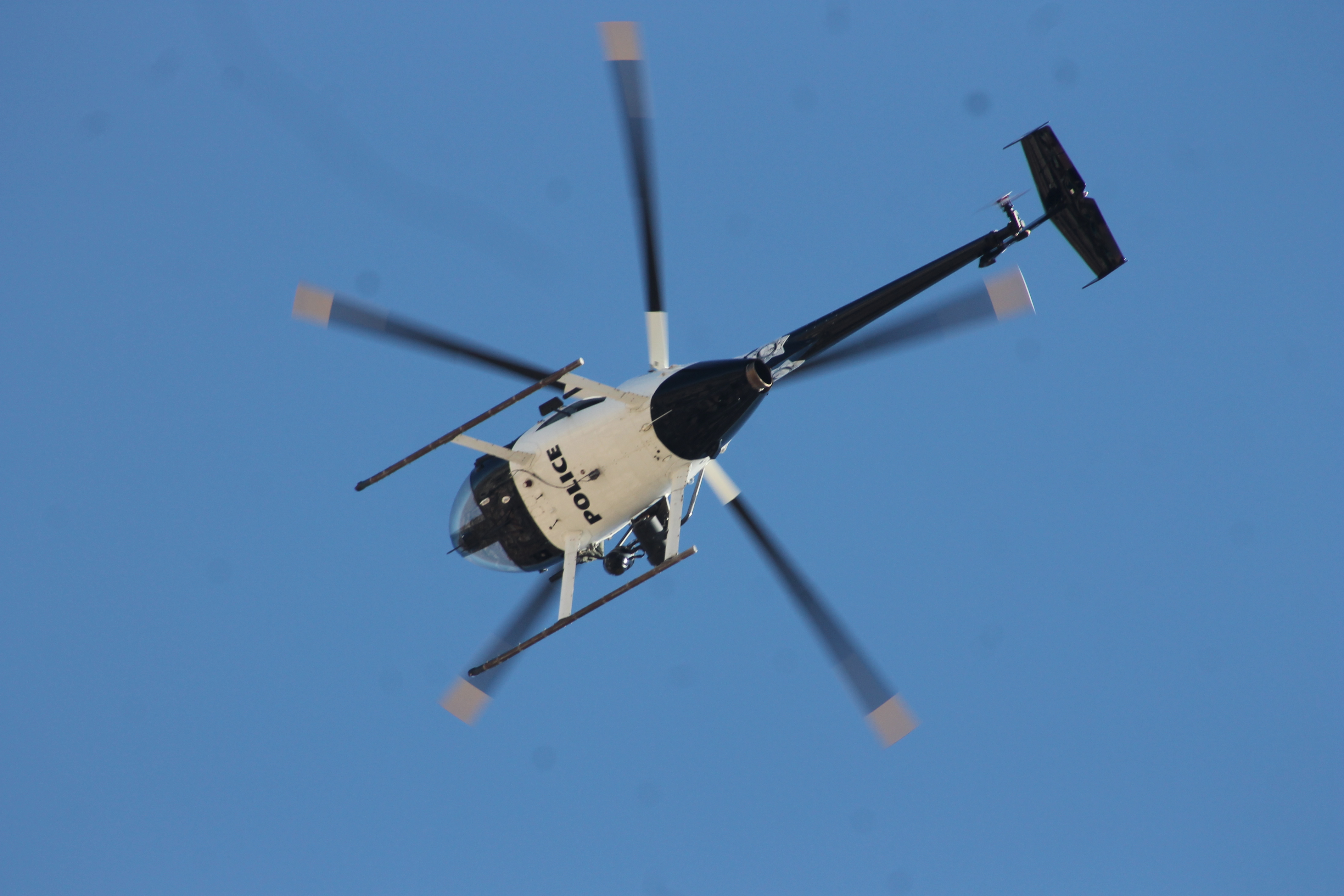
Helikoptéra značky Bell používaná LVMPD
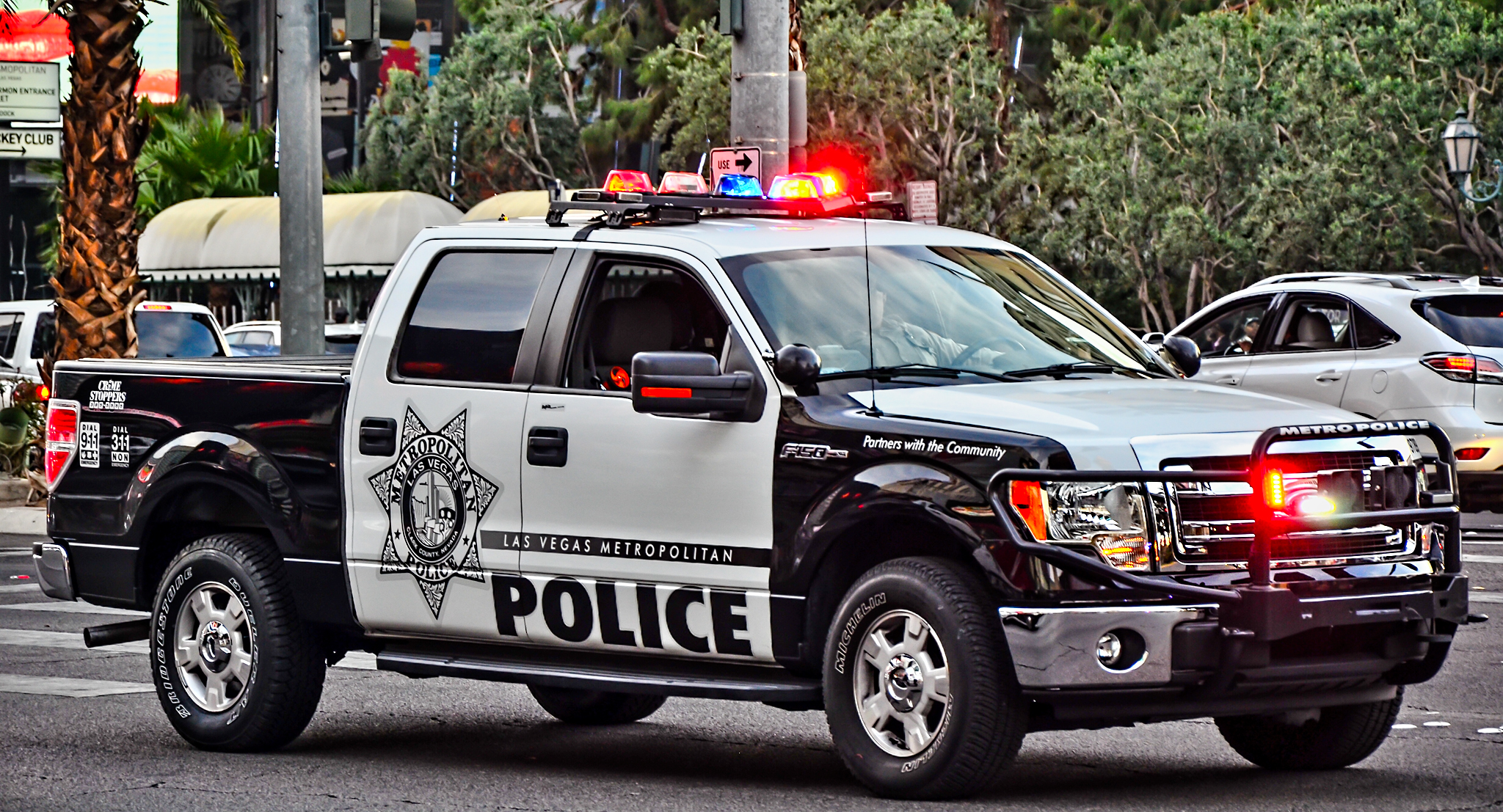
Automobil značky Ford LVMPD